# Dentergem
Dentergem è un comune belga di 8 340 abitanti, situato nella provincia fiamminga delle Fiandre Occidentali.